# Le Mesnil-Gilbert
Le Mesnil-Gilbert é uma comuna francesa na região administrativa da Normandia, no departamento Mancha. Estende-se por uma área de 8 km². Em 2010 a comuna tinha 139 habitantes (densidade: 17,4 hab./km²).